# John Fullam
John Fullam, noto con il nome Johny o Johnny (Dublino, 22 marzo 1940 – 10 giugno 2015), è stato un calciatore irlandese.

## Carriera

### Calciatore

#### Club
Si forma in patria nell'Home Farm, per poi trasferirsi in Inghilterra al Preston N.E.. Nella stagione 1959-1960 entra a far parte della prima squadra del Preston, ottenendo il nono posto finale, mentre la stagione seguente retrocede nella serie cadetta.
Nel 1961 torna in patria per giocare nello Shamrock Rovers, società in cui militerà sino al 1969 vincendo un campionato, sette FAI Cup, di cui sei consecutive, cinque League of Ireland Shield, due Dublin City Cup, una Top Four Cup, una Blaxnit Cup e due Leinster Senior Cup.
Con i Rovers partecipa anche alla Coppa dei Campioni 1964-1965, venendo eliminato con i suoi al primo turno dagli austriaci del Rapid Vienna. 
Inoltre disputa con i Rovers due edizioni della Coppa delle Coppe, 1962-1963 e 1966-1967, raggiungendo in entrambe le occasioni gli ottavi di finale.
Nell'estate 1967, con lo Shamrock Rovers, partecipò al campionato nordamericano organizzato dalla United Soccer Association: accadde infatti che tale campionato fu disputato da formazioni europee e sudamericane per conto delle franchigie ufficialmente iscritte al campionato, che per ragioni di tempo non avevano potuto allestire le proprie squadre. Lo Shamrock rappresentò i Boston Rovers, e chiuse al sesto ed ultimo posto della Eastern Division, con 2 vittorie, 3 pareggi e 7 sconfitte, non qualificandosi per la finale (vinta dai Los Angeles Wolves, rappresentati dai Wolverhampton).
Nel 1969 viene ingaggiato dai Bohemians, società in cui miiterà sino al 1976. Con i rossoneri Fullam vincerà un campionato, due FAI Cup, una Top Four Cup, una League of Ireland Cup e tre Leinster Senior Cup. Con i Bohs gioca anche nella Coppa dei Campioni 1975-1976, competizione da cui viene eliminato con i suoi dagli scozzesi del Rangers.
Nel 1976 ritorna a giocare nei Rovers, continuando a mietere successi, vincendo un'altra FAI Cup, una League of Ireland Cup ed una Tyler Cup.
Nel 1979 passa all'Athlone Town, con cui vince la sua seconda Tyler Cup. Al termine della stagione con l'Athlone si ritira dal calcio giocato.

#### Nazionale
Fullam ha giocato undici incontri tra il 1960 ed il 1969 con la nazionale dell'Irlanda, segnando una rete nell'amichevole vinta per 3-2 contro il Belgio del 25 maggio 1966.

##### Cronologia presenze e reti in Nazionale
| Cronologia completa delle presenze e delle reti in nazionale ― Irlanda | Cronologia completa delle presenze e delle reti in nazionale ― Irlanda | Cronologia completa delle presenze e delle reti in nazionale ― Irlanda | Cronologia completa delle presenze e delle reti in nazionale ― Irlanda | Cronologia completa delle presenze e delle reti in nazionale ― Irlanda | Cronologia completa delle presenze e delle reti in nazionale ― Irlanda | Cronologia completa delle presenze e delle reti in nazionale ― Irlanda | Cronologia completa delle presenze e delle reti in nazionale ― Irlanda |
| Data                                                                   | Città                                                                  | In casa                                                                | Risultato                                                              | Ospiti                                                                 | Competizione                                                           | Reti                                                                   | Note                                                                   |
| ---------------------------------------------------------------------- | ---------------------------------------------------------------------- | ---------------------------------------------------------------------- | ---------------------------------------------------------------------- | ---------------------------------------------------------------------- | ---------------------------------------------------------------------- | ---------------------------------------------------------------------- | ---------------------------------------------------------------------- |
| 6-11-1960                                                              | Dublino                                                                | Irlanda                                                                | 3 – 1                                                                  | Norvegia                                                               | Amichevole                                                             | -                                                                      |                                                                        |
| 8-4-1964                                                               | Dublino                                                                | Irlanda                                                                | 0 – 2                                                                  | Spagna                                                                 | Qual. europei 1964                                                     | -                                                                      |                                                                        |
| 10-5-1964                                                              | Cracovia                                                               | Polonia                                                                | 3 – 1                                                                  | Irlanda                                                                | Amichevole                                                             | -                                                                      |                                                                        |
| 13-5-1964                                                              | Oslo                                                                   | Norvegia                                                               | 1 – 4                                                                  | Irlanda                                                                | Amichevole                                                             | -                                                                      |                                                                        |
| 22-5-1966                                                              | Vienna                                                                 | Austria                                                                | 1 – 0                                                                  | Irlanda                                                                | Amichevole                                                             | -                                                                      |                                                                        |
| 25-5-1966                                                              | Ougrée                                                                 | Belgio                                                                 | 2 – 3                                                                  | Irlanda                                                                | Amichevole                                                             | 1                                                                      |                                                                        |
| 15-5-1968                                                              | Dublino                                                                | Irlanda                                                                | 2 – 2                                                                  | Polonia                                                                | Amichevole                                                             | -                                                                      |                                                                        |
| 30-10-1968                                                             | Chorzów                                                                | Polonia                                                                | 1 – 0                                                                  | Irlanda                                                                | Amichevole                                                             | -                                                                      |                                                                        |
| 10-11-1968                                                             | Dublino                                                                | Irlanda                                                                | 2 – 2                                                                  | Austria                                                                | Amichevole                                                             | -                                                                      |                                                                        |
| 4-12-1968                                                              | Dublino                                                                | Irlanda                                                                | 1 – 1                                                                  | Danimarca                                                              | Amichevole                                                             | -                                                                      |                                                                        |
| 7-10-1969                                                              | Praga                                                                  | Cecoslovacchia                                                         | 3 – 0                                                                  | Irlanda                                                                | Qual. mondiali 1970                                                    | -                                                                      | 46’                                                                    |
| Totale                                                                 |                                                                        | Presenze                                                               | 11                                                                     |                                                                        | Reti                                                                   | 1                                                                      |                                                                        |

## Palmarès

### Club
- Campionato irlandese: 2

Shamrock Rovers: 1963-1964
Bohemians: 1974-1975
- Coppa d'Irlanda: 10

Shamrock Rovers: 1961-1962, 1963-1964, 1964-1965, 1965-1966, 1966-1967, 1967-1968, 1968-1969, 1977-1978
Bohemians: 1969-1970, 1975-1976
- Top Four Cup: 2

Shamrock Rovers: 1965-1966
Bohemians: 1971-1972
- Dublin City Cup: 2

Shamrock Rovers: 1963-1964, 1966-1967
- Leinster Senior Cup: 5

Shamrock Rovers: 1963-1964, 1968-1969
Bohemians: 1972-1973, 1974-1975, 1975-1976
- Blaxnit Cup: 1

Shamrock Rovers: 1967-1968
- League of Ireland Shield: 5

Shamrock Rovers: 1962-1963, 1963-1964, 1964-1965, 1965-1966, 1967-1968
- League of Ireland Cup: 1

Bohemians: 1974-1975
Shamrock Rovers: 1976-1977
- Tyler Cup: 2

Shamrock Rovers: 1978-1979
Athlone Town: 1979-1980